# Libor Kozák
Libor Kozák (* 30. května 1989 Opava) je bývalý český profesionální fotbalista, který hrál na pozici útočníka. Mezi lety 2012 a 2019 odehrál také 9 utkání v dresu české reprezentace, ve kterých vstřelil 2 branky. 
Mimo ČR působil na klubové úrovni v Itálii a Anglii. S 8 góly se stal nejlepším střelcem Evropské ligy 2012/13.
Pochází z vesnice Brumovice v okrese Opava. V květnu 2025 oznámil konec kariéry.

## Klubová kariéra

### SFC Opava
Od roku 2001 hrál za mládežnická mužstva slezského klubu SFC Opava. Na jaře 2007 byl v 17 letech zařazen do A-týmu hrající 2. ligu a ve zbývajících zápasech nastřílel 8 gólů. Následující sezónu 2007/08 odehrál v dresu SFC Opava celou a s 11 góly se stal nejlepším střelcem týmu. Po skončení sezóny přestoupil za částku 1 200 000 eur do italského celku Lazio Řím, kde podepsal smlouvu na 5 let.

### Lazio Řím
Po přestupu nastupoval především v mládežnickém týmu Lazia v Primaveře. Debutoval v Serii A 2. května 2009, kdy v 85. minutě střídal v zápase s Interem Milán. Poprvé v základní sestavě nastoupil v posledním zápase sezóny 2008/09 proti Juventusu Turín, v jehož dresu se s fotbalovou kariérou loučil Pavel Nedvěd. Po skončení této sezóny byl poslán na hostování do klubu Brescia Calcio hrajícího italskou Serii B.
Po skončení sezóny 2009/10 se vrátil do Lazia a přestože se spekulovalo o jeho odchodu do jiného týmu, podařilo se mu v přípravě vybojovat si místo v sestavě Lazia. Dne 18. září 2010 ve svém pátém utkání odehraném v Serii A vstřelil svůj premiérový gól. V zápase s AC Fiorentina 29. ledna 2011 nastoupil poprvé v sezóně 2010/11 v základní sestavě. Během zápasu vstřelil dva góly, které znamenaly vítězství Lazia 2:0. Od roku 2011 mu přibyla v Laziu konkurence na místě útočníka, do klubu přestoupil z německého Bayernu Mnichov kanonýr Miroslav Klose.
30. srpna 2012 vstřelil Kozák 2 góly slovinskému týmu Mura v odvetě 4. předkola Evropské ligy sezóny 2012/13, Lazio Řím postoupilo po výsledcích 2:0 (první zápas) a 3:1 do základní skupiny soutěže. 8. listopadu 2012 vstřelil opět dva góly, tentokrát v základní skupině J proti hostujícímu Panathinaikosu Atény, když vstřelil první gól (22. minuta) a druhý gól (40. minuta) zápasu. Lazio vyhrálo 3:0 a s 8 body si udrželo první příčku před šestibodovým Tottenhamem. 6. prosince 2012 vstřelil v posledním kole základní skupiny J úvodní gól zápasu proti domácímu slovinskému Mariboru, Lazio vyhrálo 4:1 a s 12 body postoupilo z prvního místa do jarní fáze Evropské ligy. 14. února 2013 v jarní vyřazovací části nastoupil v šestnáctifinále proti domácímu německému mužstvu Borussia Mönchengladbach. V divokém zápase plném zvratů se Kozák zaskvěl dvěma góly, nejprve v 64. minutě zvyšoval na 2:1 pro hosty a poté v 94. minutě srovnával hlavou po centru Hernanese na konečných 3:3. Tímto si vylepšil bilanci v tomto ročníku Evropské ligy na 5 vstřelených gólů, což jej katapultovalo na průběžné dělené druhé místo mezi střelci (první byl Édinson Cavani z SSC Neapol se 7 góly). O týden později v domácí odvetě nastoupil na hřiště na závěrečných 12 minut, tentokrát se střelecky neprosadil. Lazio zvítězilo 2:0 a postoupilo do osmifinále. 7. března absolvoval první zápas osmifinále proti německému klubu VfB Stuttgart, Lazio vyhrálo na stadionu Mercedes-Benz Arena 2:0. 14. března v domácí odvetě v Římě (hrálo se bez diváků, Lazio dostalo trest od UEFY) zařídil hattrickem vítězství 3:1 a dostal se tak s 8 góly na první místo tabulky střelců Evropské ligy před Édinsona Cavaniho z Neapole. Byl to jeho první hattrick za Lazio, které suverénně postoupilo do čtvrtfinále. Ve čtvrtfinálovém dvojutkání proti tureckému Fenerbahçe SK nastoupil vždy v základní sestavě, ale ani jednou se gólově neprosadil a Lazio po prohře 0:2 v Istanbulu a remíze 1:1 v Římě vypadlo z Evropské ligy. Z kanonýrů už ho nikdo nepředběhl a Libor se tak stal nejlepším střelcem Evropské ligy ročníku 2012/13. V Serii A ročníku 2012/13 však paradoxně nevstřelil ani jeden gól. Na konci sezóny slavil zisk italského poháru, Lazio porazilo ve finále v derby svého městského rivala AS Řím 1:0.

#### Brescia Calcio (hostování)
V sezóně 2009/10 hostoval v klubu Brescia Calcio hrajícím italskou Serii B. V jejím dresu odehrál celkem 25 ligových zápasů a vstřelil 3 branky. První zaznamenal 26. září 2009 v utkání proti domácímu Grossetu, kdy dal jediný gól hostů a Brescia prohrála 1:2. 10. dubna 2010 zařídil svým gólem vítězství 1:0 proti domácí Triestině a 13. dubna 2010 se jedenkrát prosadil proti hostujícímu Frosinone (domácí výhra Brescie 3:1).
Mužstvo Brescie skončilo na 3. místě a v play-off si vybojovalo postup do italské Serie A. Po sezóně se Kozák vrátil zpět do Lazia.

### Aston Villa
V poslední den letního přestupního okna 2. září 2013 přestoupil z Lazia Řím do anglického klubu Aston Villa FC, kde podepsal čtyřletou smlouvu a dostal dres s číslem 27. První gól v novém působišti vstřelil 21. září proti Norwich City FC, kdy rozhodl o ligové výhře 1:0. Na začátku ledna 2014 si na tréninku při srážce se spoluhráčem Ciaranem Clarkem zlomil nohu a sezóna pro něj skončila. Do té doby se představil ve 14 zápasech Premier League a vstřelil v nich 4 branky. V lednu 2015 byl po dvou operacích nohy a stále nehrál. Poprvé začal s týmem trénovat až v první polovině března 2015.
K soutěžnímu zápasu za A-tým nastoupil až 12. ledna 2016. Již na začátku února téhož roku si však přivodil drobnou zlomeninu v kotníku, která jej vyřadila na další měsíc ze hry.

### FC Bari 1908
Koncem srpna 2017 Anglii opustil a vrátil se do Itálie, posílil druholigový klub FC Bari 1908. Následně si zahrál za AS Livorno.

### AS Livorno
Za půl roku v klubu nastoupil do 11 zápasů, z toho do dvou pohárových.

### FC Slovan Liberec
V lednu 2019 podepsal se Slovanem Liberec půlroční smlouvu s možností jejího prodloužení. Překvapivě to bude Liborovo vůbec první angažmá v české nejvyšší soutěži.

### AC Sparta Praha
V květnu 2019 po skončení smlouvy v Liberci podepsal smlouvu se Spartou na 2 roky. Zpočátku se Kozákovi příliš střelecky nedařilo, bylo mu vyčítáno velké množství neproměněných velkých šancí, v úvodních 14 zápasech si připsal 3 góly. Střeleckou smůlu prolomil 5. října proti Karviné, které vstřelil hattrick.
V září 2020 byla u něj a u Ladislava Krejčího potvrzena nákaza nemocí covid-19, kvůli níž museli oba Sparťané vynechat ligový zápas proti Fastavu Zlín.
| Gól | Datum        | Soutěž (kolo)          | Zápas                                        | Skóre (minuta) | Výsledek |
| --- | ------------ | ---------------------- | -------------------------------------------- | -------------- | -------- |
| 1   | 11. 8. 2019  | 1. liga (4.)           | FK Mladá Boleslav – AC Sparta Praha          | 3:30(87.)      | 4:3      |
| 2   | 1. 9. 2019   | 1. liga (8.)           | AC Sparta Praha – SK Sigma Olomouc           | 1:00(20.)      | 3:3      |
| 3   | 25. 9. 2019  | Pohár (3. kolo)        | FC Vysočina Jihlava – AC Sparta Praha        | 0:10(13.)      | 1:2      |
| 4   | 5. 10. 2019  | 1. liga (12.)          | AC Sparta Praha – MFK Karviná                | 1:00(14.)      | 4:0      |
| 5   | 5. 10. 2019  | 1. liga (12.)          | AC Sparta Praha – MFK Karviná                | 2:00(51.)      | 4:0      |
| 6   | 5. 10. 2019  | 1. liga (12.)          | AC Sparta Praha – MFK Karviná                | 3:00(59.)      | 4:0      |
| 7   | 26. 10. 2019 | 1. liga (14.)          | AC Sparta Praha – Bohemians Praha 1905       | 1:00(4.)       | 4:0      |
| 8   | 30. 10. 2019 | Pohár (Čtvrtfinále)    | SK Dynamo České Budějovice – AC Sparta Praha | 0:20(38.)      | 0:4      |
| 9   | 30. 10. 2019 | Pohár (Čtvrtfinále)    | SK Dynamo České Budějovice – AC Sparta Praha | 0:30(51.)      | 0:4      |
| 10  | 9. 11. 2019  | 1. liga (16.)          | FK Jablonec – AC Sparta Praha                | 0:10(4.)       | 2:2      |
| 11  | 29. 2. 2020  | 1. liga (23.)          | AC Sparta Praha – FC Fastav Zlín             | 2:10(88.)      | 2:2      |
| 12  | 3. 6. 2020   | 1. liga (27.)          | AC Sparta Praha – FK Teplice                 | 1:00(21.)      | 3:0      |
| 13  | 3. 6. 2020   | 1. liga (27.)          | AC Sparta Praha – FK Teplice                 | 3:00(41.)      | 3:0      |
| 14  | 10. 6. 2020  | 1. liga (29.)          | AC Sparta Praha – SFC Opava                  | 1:00(11.)      | 2:0      |
| 15  | 17. 6. 2020  | Pohár (Semifinále)     | AC Sparta Praha – FC Viktoria Plzeň          | 2:00(28.)      | 2:1      |
| 16  | 23. 6. 2020  | 1. liga – O titul (2.) | AC Sparta Praha – FC Baník Ostrava           | 3:10(33.)      | 3:2      |
| 17  | 5. 7. 2020   | 1. liga – O titul (4.) | AC Sparta Praha – FK Jablonec                | 2:00(48.)      | 3:0      |
| 18  | 5. 7. 2020   | 1. liga – O titul (4.) | AC Sparta Praha – FK Jablonec                | 3:00(62.)      | 3:0      |
| 19  | 30. 8. 2020  | 1. liga (2.)           | AC Sparta Praha – SK Sigma Olomouc           | 3:00(89.)      | 3:0      |

### Puskás Akademia FC
Sezónu 2021-22 strávil v maďarském prvoligovém klubu Puskás Akademia. 

### 1. FC Slovácko
Podzimní část sezony 2022-23 odehrál v českém prvoligovém klubu 1. FC Slovácko.

### Trinity Zlín
V lednu 2023 podepsal smlouvu v českém prvoligovém klubu Trinity Zlín, kde odehrál jarní část sezony.

### SS Arezzo
V srpnu 2023 přestoupil do italského klubu Arezzo, hrající třetí nejvyšší soutěž Serie C. V klubu odehrál 8 zápasů (7 v lize a jeden v poháru) a v lednu 2024 se dohodl s klubem na ukončení kontraktu.

### Slezský FC Opava
V letní přestávce 2024 se nejprve s klubem jen připravoval, 23. července byl pak oznámen jeho návrat do druholigového klubu Slezský FC Opava, ve kterém Libor Kozák začínal svou profesionální kariéru.  Poprvé se trefil v srpnu 2025, když v zápase proti rezervě Sparty vstřelil rovnou dvě branky. Jeden gól vstřelil proti Táborsku, Slavii B a Líšni. Dvojbrankový příspěvek zopakoval 5. dubna 2025 proti celku z Tábora. Stal se taktéž nejlepším střelcem Opavských v sezoně 2024/25.
V květnu 2025 oznámil konec kariéry, rozloučil se proti Vlašimi.

## Reprezentační kariéra

### Mládežnické výběry
Libor Kozák nastoupil za některé mládežnické výběry České republiky. Bilance:
- reprezentace do 19 let: 9 utkání (6 výher, 2 remízy, 1 prohra), 3 vstřelené góly
- reprezentace do 21 let: 14 utkání (9 výher, 3 remízy, 2 prohry), 3 vstřelené góly

#### Mistrovství Evropy hráčů do 21 let 2011
V těžké základní skupině B na Mistrovství Evropy hráčů do 21 let v roce 2011 konaném v Dánsku se česká reprezentace střetla postupně s celky Ukrajiny, Španělska a Anglie, do semifinále postupovaly první dva týmy ze skupin.
12. června 2011 nastoupil český výběr proti Ukrajině a zvítězil 2:1, toto utkání Libor Kozák neabsolvoval. Další zápas 15. června se české mládežnické reprezentaci nevydařil, prohrála se Španělskem 0:2. Kozák odehrál druhý poločas. O postupu se rozhodovalo v posledním zápase s Anglií 19. června. Angličané vedli až do 89. minuty 1:0, ČR pak góly střídajících hráčů Jana Chramosty a Tomáše Pekharta otočila v závěru stav na 2:1 a postoupila do semifinále, Libor Kozák střídal v 83. minutě (šel ze hřiště).
Semifinále 22. června proti Švýcarsku ČR prohrála po prodloužení 0:1 a stejným výsledkem (avšak v normální hrací době) podlehla 25. června v souboji o 3. místo Bělorusku. Kozák v obou zápasech střídal.

### A-mužstvo
Trenér Michal Bílek jej v březnu 2011 nominoval ke kvalifikačním utkáním na Euro 2012 proti Španělsku a Lichtenštejnsku, nicméně Libor Kozák do zápasů nezasáhl. 6. listopadu 2012 byl opět nominován trenérem Michalem Bílkem do českého reprezentačního A-týmu pro přípravný zápas se Slovenskem 14. listopadu 2012 v Olomouci. Do utkání nastoupil v 67. minutě, když vystřídal na hřišti dvougólového střelce Davida Lafatu a připsal si tak svůj reprezentační debut v A-týmu. Český národní tým vyhrál nad Slovenskem 3:0. Díky výborným výkonům v Evropské lize jej trenér Bílek dodatečně nominoval ke kvalifikačnímu dvojutkání s Dánskem (22. března 2013) a Arménií (26. března). Proti Dánsku na Andrově stadionu v Olomouci se neprosadil, český výběr podlehl soupeři 0:3. 7. června nastoupil v Praze proti Itálii v základní sestavě a dostal se do několika střeleckých příležitostí, ale italského brankáře Gianluigiho Buffona nepřekonal, kvalifikační utkání skončilo bezbrankovou remízou. 14. srpna 2013 vstřelil po přihrávce Petra Jiráčka první gól přátelského zápasu s domácím Maďarskem. Jeho branka stačila pouze na konečnou remízu 1:1. 10. září 2013 vstřelil po centru Petra Jiráčka úvodní gól v kvalifikačním utkání proti Itálii, ale na zisk potřebných bodů to nestačilo, neboť soupeř otočil stav utkání na konečných 2:1. ČR zůstala pouze teoretická naděje na postup alespoň do baráže o Mistrovství světa 2014 v Brazílii.

### Reprezentační góly a zápasy
Góly Libora Kozáka v české reprezentaci do 21 let
| Gól | Datum        | Stadion                                   | Soupeř        | Skóre (min.) | Výsledek | Soutěž                     |
| --- | ------------ | ----------------------------------------- | ------------- | ------------ | -------- | -------------------------- |
| 010 | 17. 11. 2009 | The Showgrounds, Ballymena, Severní Irsko | Severní Irsko | 00:20 (38.)  | 1:2      | kvalifikace na ME U21 2011 |
| 02  | 08. 10. 2010 | Chance Arena, Jablonec nad Nisou          | Řecko         | 03:00 (77.)  | 3:0      | baráž na ME U21 2011       |
| 03  | 12. 10. 2010 | Asteras Tripolis Stadium, Tripoli, Řecko  | Řecko         | 00:2 0(79.)  | 0:2      | baráž na ME U21 2011       |

Góly Libora Kozáka v českém reprezentačním A-mužstvu
| Gól | Datum       | Stadion                                   | Soupeř   | Skóre (min.) | Výsledek | Soutěž                 |
| --- | ----------- | ----------------------------------------- | -------- | ------------ | -------- | ---------------------- |
| 010 | 14. 8. 2013 | Puskás Ferenc Stadion, Budapešť, Maďarsko | Maďarsko | 00:10(23.)   | 1:1      | přátelský zápas        |
| 02  | 10. 9. 2013 | Juventus Stadium, Turín, Itálie           | Itálie   | 00:10(19.)   | 2:1      | kvalifikace na MS 2014 |

| Rok    | Zápasy | Góly |
| ------ | ------ | ---- |
| 2009   | 3      | 1    |
| 2010   | 6      | 2    |
| 2011   | 5      | 0    |
| Celkem | 14     | 3    |

| Rok    | Zápasy | Góly |
| ------ | ------ | ---- |
| 2012   | 1      | 0    |
| 2013   | 7      | 2    |
| 2019   | 1      | 0    |
| Celkem | 8      | 2    |

## Úspěchy

### Klubové
Lazio Řím
- 2× vítěz Coppa Italia: (2008/09, 2012/13)

### Individuální
- 1× nejlepší střelec Evropské ligy 2012/13 (8 gólů v dresu Lazia Řím)
- 1x nejlepší střelec Fortuna:Ligy 2019/20 (společně s Petarem Musou) 14 gólů